# Yen Yen
Yen Yen ist eine kleine pazifische Insel im Archipel der Karolinen. Sie liegt 80 m nordwestlich von Lelu (Insel) und 50 m westlich des Straßenverbindungsdamms zwischen Lelu und der Insel Kosrae, der sie vom offenen Meer abschirmt. Sie ist etwa einen Kilometer von dem Ort Tofol auf Kosrae entfernt.
Die unbewohnte, rautenförmige Insel gehört zum Bundesstaat Kosrae, dem östlichsten Gliedstaat der Föderierten Staaten von Mikronesien.
Die Insel ist vollständig bewaldet.